# NGC 5977
NGC 5977 é uma galáxia lenticular (SB0) localizada na direcção da constelação de Serpens. Possui uma declinação de +17° 07' 43" e uma ascensão recta de 15 horas, 40 minutos e 33,4 segundos.
A galáxia NGC 5977 foi descoberta em 29 de Junho de 1880 por Édouard Jean-Marie Stephan.